# Liste der Monuments historiques in Beaune
Die Liste der Monuments historiques in Beaune führt die Monuments historiques in der französischen Stadt Beaune auf.

## Liste der Bauwerke
| Bezeichnung                          | Beschreibung | Standort | Kennzeichnung | Schutzstatus     | Datum     | Bild           |
| ------------------------------------ | --- | --- | ------------- | ---------------- | --------- | -------------- |
| Bastion Saint-Martin                 | Befestigungsanlage, 1636/37 erbaut, ab 1761 zur Promenade umgewandelt                                                                 | Square des Lions (Lage)                                                                                           | PA00112099    | Inscrit          | 1928      | weitere Bilder |
| Cave du Chapitre                     | Kanonikerhaus, im Kern aus dem 13. Jahrhundert                                                                                        | 2, rue Paradis (Lage)                                                                                             | PA00112100    | Inscrit          | 1971      | weitere Bilder |
| Cuverie du Chapitre                  | auch Chapitre de Beaune; Kanonikerhaus, im Kern aus dem 13. Jahrhundert                                                               | Impasse Notre-Dame (Lage)                                                                                         | PA00112101    | Inscrit Classé   | 1926 1948 | weitere Bilder |
| Beffroi                              | aus dem 14. Jahrhundert | Place Monge (Lage)                                                                                                | PA00112102    | Classé           | 1885      | weitere Bilder |
| Chapelle des Jacobins                | Kapelle des Dominikanerklosters, 1483 geweiht                                                                                         | Rue Eugène-Spuller (Lage)                                                                                         | PA00112103    | Inscrit          | 2007      | weitere Bilder |
| Karmelitinnenkloster                 | Kapelle, 1619 | Place Félix-Ziem (Lage)                                                                                           | PA00112105    | Inscrit          | 1950      | weitere Bilder |
| Ursulinenkloster                     | aus dem 17. und 18. Jahrhundert; heute Hôtel-de-Ville                                                                                 | Rue de l’Hôtel-de-Ville (Lage)                                                                                    | PA00112106    | Inscrit          | 1946      | weitere Bilder |
| École libre de garçons               | aus dem 15. oder 16. Jahrhundert (?)                                                                                                  | Impasse Notre-Dame (Lage)                                                                                         | PA00112107    | Inscrit          | 1926      |                |
| Kirche Notre-Dame                    | ehemalige Stiftskirche; ab dem 13. Jahrhundert                                                                                        | Impasse Notre-Dame (Lage)                                                                                         | PA00112108    | Classé           | 1840      | weitere Bilder |
| Kirche St-Nicolas                    | ab dem 12. Jahrhundert | Petite Rue Saint Nicolas (Lage)                                                                                   | PA00112109    | Classé           | 1921      | weitere Bilder |
| Stadtbefestigung                     | ab dem 13. Jahrhundert; im 18. Jahrhundert in Grünanlagen umgewandelt, im 19. Jahrhundert teilweise geschleift                        | Boulevard Perpreuil, Boulevard Saint-Martin, Boulevard Saint-Nicolas, Rue Maufoux, Avenue de la République (Lage) | PA00112110    | Inscrit          | 1929      | weitere Bilder |
| Hospice de la Charité                | auch Hôpital de la Sainte-Trinité; aus dem 17. und 18. Jahrhundert                                                                    | 3, rue Rousseau-Deslandes (Lage)                                                                                  | PA00112111    | Classé Inscrit   | 1975      | weitere Bilder |
| Hôtel-Dieu                           | ab dem 15. Jahrhundert | Rue de l’Hôtel-Dieu (Lage)                                                                                        | PA00112112    | Classé           | 1862      | weitere Bilder |
| Hôtel des Ducs de Bourgogne          | Hôtel particulier, ab der zweiten Hälfte des 13. Jahrhunderts; heute Musée du Vin                                                     | Rue Paradis (Lage)                                                                                                | PA00112113    | Classé           | 1924      | weitere Bilder |
| Hôtel Meursault                      | auch Hôtel de la Rochepot oder Hôtel Pétral; Ende des 15. Jahrhunderts erbaut                                                         | 9, place Monge (Lage)                                                                                             | PA00112114    | Classé           | 1889      | weitere Bilder |
| Hôtel Moyne-Blandin                  | ab 1780 erbaut | 40, rue Maufoux (Lage)                                                                                            | PA00112115    | Inscrit          | 1988      |                |
| Hôtel de Saulx                       | aus dem 15. und 16. Jahrhundert | 13, place Fleury (Lage)                                                                                           | PA00112116    | Classé           | 1921      | weitere Bilder |
| Gebäude der Grande Chartreuse        | 1332 oder kurz danach erbaut, im 19. Jahrhundert stark verändert                                                                      | 3 Cours des Chartreux (Lage)                                                                                      | PA00112117    | Inscrit          | 1946      | weitere Bilder |
| Spolien                              | vier Fenster des 13. Jahrhunderts | 18, rue Sainte-Marguerite (Lage)                                                                                  | PA00112118    | Inscrit gelöscht | 1947 2012 |                |
| Maison du Colombier                  | aus dem 16. Jahrhundert | 1, rue Maufoux (Lage)                                                                                             | PA00112119    | Inscrit          | 1927 1943 | weitere Bilder |
| Wohnhaus                             | aus dem 16. Jahrhundert | 16, place Carnot (Lage)                                                                                           | PA00112120    | Inscrit gelöscht | 1929 2013 | weitere Bilder |
| Wohnhaus                             | bezeichnet 1577 | 18, rue de Lorraine (Lage)                                                                                        | PA00112121    | Inscrit          | 1927      | weitere Bilder |
| Wohnhaus                             | um 1600 erbaut | 22, rue de Lorraine (Lage)                                                                                        | PA00112122    | Inscrit          | 1927      | weitere Bilder |
| Wohnhaus                             | vom Anfang des 16. Jahrhunderts | 24, rue de Lorraine (Lage)                                                                                        | PA00112123    | Inscrit          | 1927      | weitere Bilder |
| Hôtel Brunet de Monthélie            | um 1500 erbaut | 29, rue Jean-François Maufoux (Lage)                                                                              | PA00112124    | Inscrit          | 1972      | weitere Bilder |
| Wohnhaus                             | aus dem 15. Jahrhundert | 9, rue Monge (Lage)                                                                                               | PA00112125    | Classé           | 1949      |                |
| Wohn- und Geschäftshaus              | aus dem 16. Jahrhundert | 1, rue Rousseau-Deslandes (Lage)                                                                                  | PA00112126    | Classé           | 1927      | weitere Bilder |
| Wohnhaus                             | aus dem 13. Jahrhundert | 10, rue Rousseau-Deslandes (Lage)                                                                                 | PA00112127    | Inscrit          | 1925      | weitere Bilder |
| Maladrerie de Saint-Gilles de Mauves | Fragmente eines Portals, 12. Jahrhundert; transloziert vom Leprosenhaus in Mauves-sur-Huisne, Département Orne                        | Rue de l’Hôtel-Dieu (Lage)                                                                                        | PA00112128    | Inscrit          | 1929      |                |
| Kapelle der Oratorianer              | 1708 bis 1710 erbaut, Architekt Louis Trestournel                                                                                     | 75, rue de Lorraine (Lage)                                                                                        | PA00112129    | Classé           | 1921      | weitere Bilder |
| Porte Saint-Nicolas                  | Stadttor, 1770 erbaut | Rue de Lorraine (Lage)                                                                                            | PA00112130    | Classé           | 1908      | weitere Bilder |
| Kapelle von Baptault                 | wohl aus der zweiten Hälfte des 12. Jahrhunderts                                                                                      | Chemin de Battaut (Lage)                                                                                          | PA21000012    | Classé           | 2000      |                |
| Collège Jules Ferry                  | ehemalige Mädchenschule; zwischen 1933 und 1935 erbaut                                                                                | Boulevard Jules-Ferry (Lage)                                                                                      | PA21000025    | Inscrit          | 2002      | weitere Bilder |
| Weinhandelshaus Champy               | im Kern aus dem 16. Jahrhundert, 1890 umgebaut                                                                                        | 3 Rue du Grenier à Sel (Lage)                                                                                     | PA21000054    | Inscrit          | 2010      | weitere Bilder |
| Chambre de Commerce et d’Industrie   | ehemaliges Klostergebäude, 1889 zur Industrie- und Handelskammer umgebaut, Architekt Félix Goin, Innenausstattung durch Arthur Montoy | 6, rue Vergnette de Lamotte (Lage)                                                                                | PA21000094    | Classé           | 2023      | weitere Bilder |
| Étienne-Jules-Marey-Denkmal          | 1913 errichtet, Bildhauer Henri Bouchard, Architekt Régis-Joseph Jardel                                                               | Place Jules Marey (Lage)                                                                                          | PA21000095    | Classé           | 2022      | weitere Bilder |